# Томас и другари: Легенда о изгубљеном благу Содора
Томас и другари: Легенда о изгубљеном благу Содора (енгл. Thomas & Friends: Sodor's Legend of the Lost Treasure) британско је рачунарски-анимирана фантастични авантуристички хумористички филм из 2015. у продукцији Arc Productions и дистрибуцији HIT Entertainment. То је филм Томас и другари у франшизи. У филму глуме Џозеф Меј, Џон Хејслер, Џејми Кембел Бауер, Џон Херт, Еди Редмејн, Кит Викам, Оливија Колман, Вилијам Хоуп, Кери Шејл и Роб Рекстро.